# کلاه ایمنی خلبان چرمی

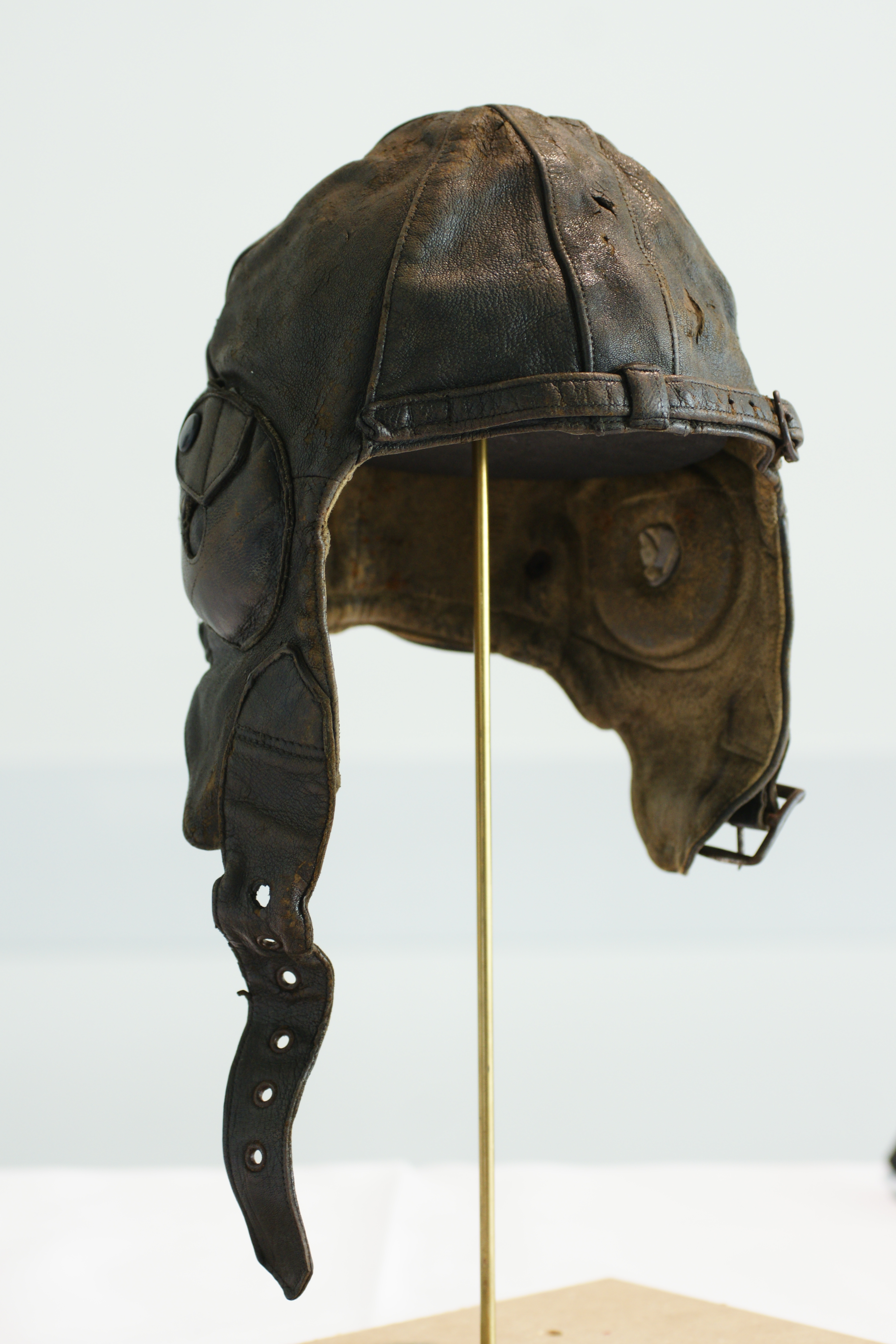
کلاه ایمنی هلن کرلی از جنگ جهانی دوم

در اوایل اختراع هواپیما خلبان ها برای پرواز از کلاه ایمنی چرمی استفاده میکردند دلایل استفاده از این کلاه محافظت در برابر سرما و سر و صدای بسیار موتور هواپیما بود.
با اختراع موتور و ورزش موتور در آغاز دهه ۱۹۰۰ میلادی چرم در حال تبدیل شدن به گزینه ای محبوب برای تجهیزات محافظ خلبانان و موتور سواران بود. مزایای بسیاری که کلاه چرمی دارد آن را به عنوان جزئی از لباس ایده‌آل برای پرواز تبدیل کرده بود. مزایای این کلاه گرم ، بادوام ، در برابر مایعات نفوذ ناپذیر بود ، بنابراین ضد آب ، انعطاف پذیر است و می تواند به راحتی آن را طراحی و تمام سر را تحت پوشش قرار میدهد.

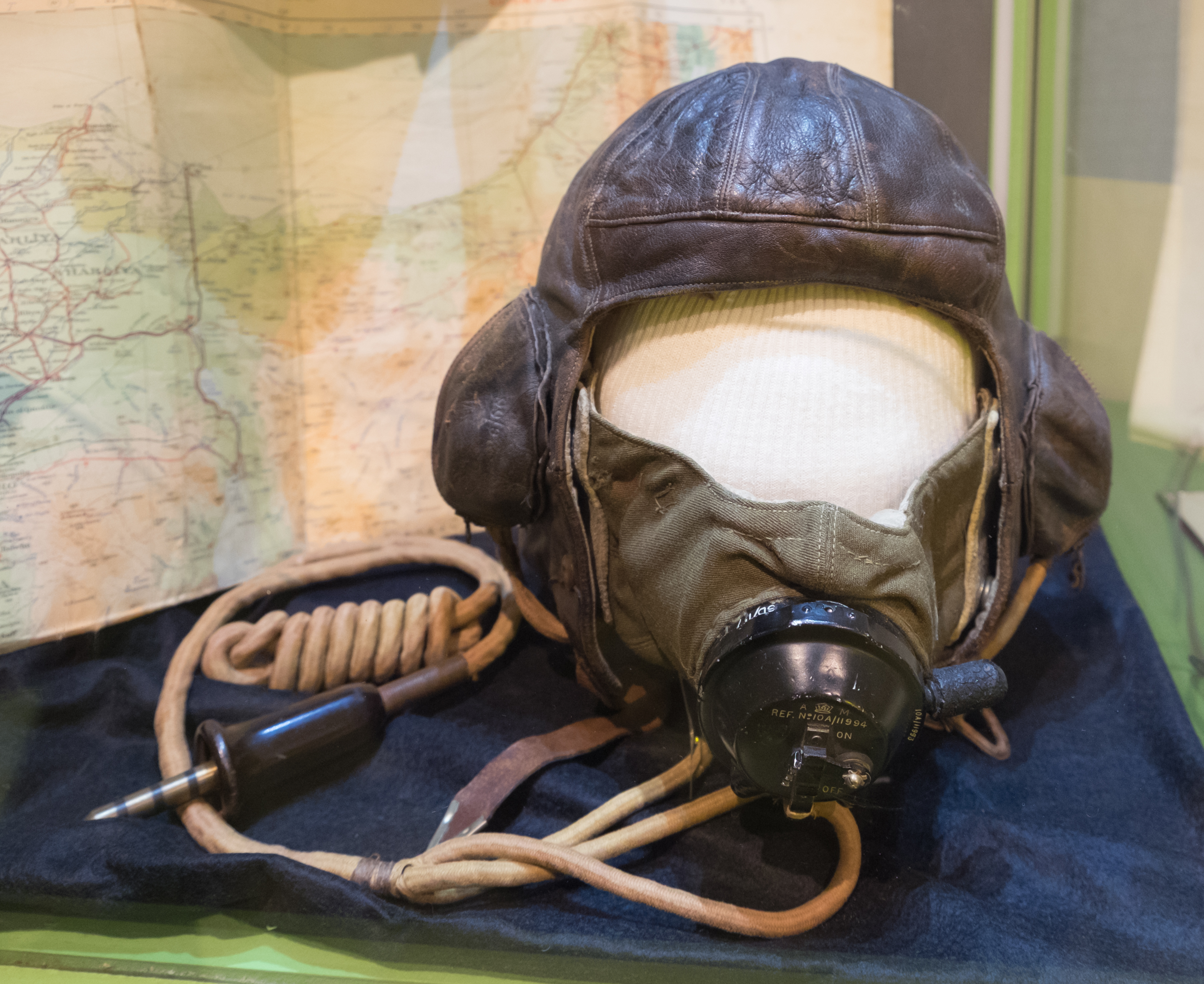
رولد دال را RAF پرواز کلاه از جنگ جهانی دوم ، مجهز به ماسک اکسیژن و تجهیزات ارتباطی

ضد باد است و از مزیت بزرگ عدم جمع شدن گرد و غبار در آن است.  همچنین مشخص شد که کلاه ایمنی چرمی در برابر آتش مقاومت بالایی دارد.  مهندسان انگلیس به رهبری چارلز ادموند پرینس میکروفون هایی را اختراع کردند و در طول جنگ جهانی اول ، هدفون را به این کلاه ایمنی برای برقراری ارتباطات بدون دست در محیط پر سر و صدا و کابین خلبان هواپیما افزودند.
شاید نمادین ترین طراحی کلاه ایمنی پرواز چرمی اولیه با نام کلاه ایمنی نوع B شناخته شود.این هدفون برای قرار دادن گوشی در جیب های فلپ گوش طراحی شده بود و پوشیدن آن با ماسک اکسیژن و عینک راحت بود.